# Ostrá Hora (przystanek kolejowy)
Ostrá Hora – dawny przystanek kolei wąskotorowej w Ostrej Horze, w kraju morawsko-śląskim, w Czechach. Leżał na wąskotorowej linii kolejowej nr 298. Powstał w 1928 roku pod nazwą Eichmühle (później został nazwany Dubský Mlýn, a w roku 1951 zmieniono nazwę na Ostrá Hora). W roku 1972 przystanek zlikwidowano.